# Alpuente
Alpuente è un comune spagnolo di 911 abitanti situato nella comunità autonoma Valenciana.